# Prime Video
Prime Video (wcześniej Amazon Prime Video) – amerykańska platforma wideo na życzenie, oferująca dostęp do filmów i seriali poprzez media strumieniowe. Została uruchomiona w 2006 roku. Należy do Amazona. W Polsce została uruchomiona 14 grudnia 2016.

## Wybrane utwory dostępne na Prime Video
- Biała odwaga (miniserial, 2024)[3][4]